# Sciurus pucheranii
La ardilla andina (Sciurus pucheranii) es una especie de roedor de la familia Sciuridae.

## Distribución geográfica
Es endémica de Colombia, sólo se la puede encontrar en los Andes colombianos. 

## Hábitat
Su hábitat es el bosque nuboso de la Cordillera Occidental y la Cordillera Central de los Andes colombianos, a elevaciones entre 2,000 y 3,300 metros de altitud. Vive entre los árboles, palmeras y helechos arbóreos de Cecropia. Se cree que es diurna.

## Descripción
Alcanza una longitud corporal promedio de  14 cm y su cola tiene de 12 a 16 cm de largo. Pesa entre aproximadamente 100 y 140 g. Tiene un pelaje suave, sedoso, de color marrón rojizo sobre la mayor parte del cuerpo, fusionándose con amarillo grisáceo en las partes inferiores. El pelaje de la cola es más oscuro que el del cuerpo, y algunas ardillas andinas también tienen una franja oscura distintiva en sus flancos o un parche negro en la parte posterior de la cabeza.